# Dmitri Iwanowitsch Dolgorukow

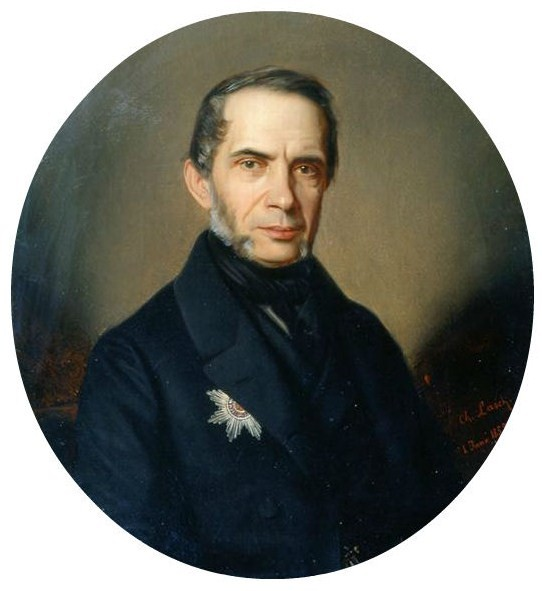
Dmitri Iwanowitsch Dolgorukow (Carl Johann Lasch, 1855)

Fürst Dmitri Iwanowitsch Dolgorukow (russisch Дмитрий Иванович Долгоруков; * 30. Julijul. / 10. August 1797greg. in Moskau; † 7. Oktoberjul. / 19. Oktober 1867greg. ebenda) war ein russischer Diplomat und Dichter.

## Leben
Dolgorukows Eltern waren der Dichter und Schriftsteller Fürst Iwan Dolgorukow und seine Frau Jewgenija geborene Smirnowa. Dolgorukow absolvierte das Adelspensionat der Universität Moskau und wurde 1816 Kanzlist in der Moskauer Gouvernementsregierung. 1819 wurde er Beamter des Kollegiums für auswärtige Angelegenheiten.
Dolgorukow war Mitglied der 1819–1820 existierenden Literatengesellschaft Seljonnaja Lampa (Grüne Lampe), die sich regelmäßig in ihrem Versammlungsraum mit grüner Lampe im Hause Nikita Wsewoloschskis traf und zum Wohltätigkeitsverband der Dekabristen gehörte. Mitglieder der Grünen Lampe waren Jakow Tolstoi (Vorsitz), Alexander Puschkin, Anton Delwig und  die Dekabristen Sergei Trubezkoi, Fjodor Glinka und Pjotr Kawerin. An den Versammlungen nahmen auch Nikolai Gneditsch, Alexander Ulybyschew, Dmitri Barkow, Arkadi Rodsjanko und Wassili Engelhardt teil. Dolgorukow trug dort seine Gedichte vor. 1822 wurden einige seiner Gedichte in den Nowosti literartury veröffentlicht.
Dolgorukow wurde Gesandtschaftssekretär in Konstantinopel (1820), Rom (1822) und Madrid (1826), Im Mai und Juni 1827 wanderte er mit dem US-amerikanischen Schriftsteller Washington Irving von Sevilla nach Granada und besuchte die Alhambra. Es folgten Dolgorukows Versetzungen nach London (1830), Den Haag (1831) und Neapel (1838). 1843 wurde er zum Gesandtschaftsrat in Konstantinopel ernannt.
1845 wurde Dolgorukow bevollmächtigter Minister am Persischen Hof in Teheran, der Hauptstadt Irans, als Nachfolger Alexander von Medems. Nach Beginn des Krimkriegs erreichte Dolgorukow von Schah Nāser ad-Din Schāh die Neutralität Persiens. In seinen Berichten an die Vorgesetzten in St. Petersburg beschrieb er die grausame Verfolgung der Babi und beklagte die Grausamkeiten der Folter und Hinrichtungen. Auch überreichte er dem Schah eine Protestnote und beantragte, für das Gefängnis des Bab einen Ort weit entfernt von der russischen Grenze zu wählen. Als 1853 der Religionsstifter des Bahaitums Bahāʾullāh von der persischen Regierung ins Ausland verbannt wurde, bot ihm Dolgorukow namens der russischen Behörden Asyl auf russischem Territorium an.  Bahāʾullāh wählte Bagdad im Osmanischen Reich als Verbannungsort, wohin ihn während der dreimonatigen Reise ein Vertreter der russischen Gesandtschaft begleitete.
1854 verließ Dolgorukow aufgrund familiärer Umstände Persien und wurde Senator und Geheimer Rat (3. Rangklasse). Sein Nachfolger in Teheran war Nikolai Anitschkow.
Dolgorukow baute sich eine reichhaltige Sammlung persischer Handschriften auf und sammelte mit Begeisterung Autographen und Ikonen. Er schrieb Reiseskizzen, Tagebücher und historische Notizen. Er veröffentlichte seine Gedichtsammlungen in Moskau (1856, 1857, 1859, 1860 und 1863), von denen die ersten beiden anonym erschienen. Seine Briefe aus den 1820er Jahren an Vater, Bruder und Schwiegersohn, die auch Gedichte und Reiseschilderungen enthielten, wurden 1914 im Russki archiw veröffentlicht.
Dolgorukow war zweimal verheiratet und hatte drei Töchter. Er starb in Moskau und wurde auf dem Friedhof des Donskoi-Klosters begraben.
Der Musiker Pawel Dolgorukow und der Dichter Alexander Dolgorukow waren Dolgorukows Brüder.

## Ehrungen, Preise
- Russischer Orden der Heiligen Anna I. Klasse
- Sankt-Stanislaus-Orden I. Klasse
- Sonnen- und Löwenorden I. Klasse